# Victor van Ertborn
Victor Carolus Maria Josephus van Ertborn (Antwerpen, 24 maart 1816 - aldaar, 8 februari 1896) was een Belgisch grootgrondbezitter, rentenier en politicus.

## Levensloop
Van Ertborn was afkomstig uit Antwerpen en een telg uit de adellijke familie Van Ertborn. Zijn vader (Edward) had in 1825 van Willem I de overdraagbare titel (op alle mannelijke afstammelingen) van ridder bekomen. Zelf kreeg van Ertborn op 19 mei 1856 de titel van baron (overdraagbaar bij eerstgeboorte) verleend door Leopold I. Hij was grootgrondbezitter en rentenier. In 1837 werd hij eigenaar van landgoed Solhof te Aartselaar. Hij liet er een nieuw kasteel bouwen, alsook tussen 1850 en 1880 de kasteeltuin omvormen tot een lusttuin in Engelse landschapsstijl. In 1838 huwde hij een zus (Pauline) van Léopold de Wael, met wie hij drie kinderen kreeg. Zijn zus (Clementia) was gehuwd met Karel de Crane d'Heysselaer.
Ook was hij politiek actief. Van Ertborn werd in  september 1872 burgemeester van Aartselaar. Hij volgde in deze hoedanigheid Jan Verschueren op. Van Ertborn oefende de functie uit tot januari 1876, waarna Verschueren de burgemeestersjerp opnieuw overnam.
In Aartselaar is er een straat naar hem vernoemd, de 'Baron van Ertbornstraat'. Zijn zoon Octave (gehuwd met een telg uit de familie de Calwaert) was eveneens politiek actief. Zijn dochter Raphaëla huwde met een telg uit de familie de Borrekens.